# برنلز
برنلز (به لاتین: Brenles) یک شهرداری سابق در سوئیس است که در کانتون وو واقع شده‌است. برنلز ۱۶۵ نفر جمعیت دارد.